# Цинцарска кућа у Гроцкој
Цинцарска кућа у Гроцкој је као варошка кућа, подигнута у доба економског полета Гроцке као административног и трговачког седишта нахије, у првим деценијама 19. века. Цинцарска кућа у Гроцкој носи статус културног добра од великог значаја. Налази се у улици 17. октобра 9 у Гроцкој.

## Историја
Овај објекат подигнут у првој половини 19 века, од стране богате цинцарске трговачке породице, што се може видети како из просторне диспозиције, тако и из њене опремљености и саме величине. Кућа се може сврстати у грочанско-варошки изглед куће, коју карактеришу највиши грађевински, конструктивни и ликовни домет градње и обликовања.

## Изглед објекта
Правоугаона основа куће је подељена на три дела. Кућу чине оџаклија, три собе, са истуреним доксатом, тремом и подрумом. Кућа је по конструкцији чатмара, зидана је у бондручној конструкцији, са испуном од чатме, са покривеним четворосливним ћерамидним кровом. Кућа преко оџаклије, у којој је зидано огњиште, прави везу између соба и дворишта. Кућа са налази на благој теренској косини, што доприноси њеној висини и варошком изгледу куће (кућа је у предњем делу готово спратна).